# Aethiessa szekessyi
Aethiessa szekessyi är en skalbaggsart som beskrevs av Brasavola de Massa 1939. Aethiessa szekessyi ingår i släktet Aethiessa och familjen Cetoniidae. Inga underarter finns listade i Catalogue of Life.